# One Love (album, David Guetta)
One Love je čtvrté studiové album francouzského diskžokeje Davida Guetty. Na iTunes bylo vydáno 21. srpna 2009, na kompaktním disku pak 24. srpna v Evropě a 25. srpna v USA. Dvojdisková „deluxe“ edice obsahuje navíc rozšířené a klubové mixy spolu s dvěma novými songy.
Podle vydavatele EMI a časopisu Billboard se na celém světě prodalo 1,4 milionů kopií.

## Ocenění
Album bylo nominováno v 52. ročníku Grammy v kategorii „Best Electronic/Dance Album“, singl When Love Takes Over byl nominován v kategoriích „Best Dance Recording“ a „Best Remixed Recording, Non-Classical“, ve které zvítězila.

## Seznam skladeb
1. „When Love Takes Over“ (Kelly Rowland) – 3:12
2. „Gettin' Over“ (Chris Willis) – 3:00
3. „Sexy Bitch“ (Akon) – 3:16
4. „Memories“ (Kid Cudi) – 3:28
5. „On the Dancefloor“ (will.i.am a apl.de.ap) – 3:45
6. „It's the Way You Love Me“ (Kelly Rowland) – 4:10
7. „Missing You“ (Novel) – 3:07
8. „Choose“ (Ne-Yo a Kelly Rowland) – 3:57
9. „How Soon Is Now (Guetta, Sebastian Ingrosso & Dirty South)“ (Julie McKnight) – 4:09
10. „I Gotta Feeling (Black Eyed Peas)“ FMIF Remix Edit – 3:54
11. „One Love“ (Estelle) – 4:01
12. „I Wanna Go Crazy“ (will.i.am) – 3:24
13. „Sound of Letting Go (Guetta & Tocadisco)“ (Chris Willis) – 3:46
14. „Toyfriend“ (Wynter Gordon) – 3:17
15. „If We Ever (Guetta & Afrojack)“ (Makeba) – 4:40